# Tautogolabrus adspersus
Tautogolabrus adspersus, tên thông thường là cunner, là loài cá biển duy nhất thuộc chi Tautogolabrus trong họ Cá bàng chài. Loài này được mô tả lần đầu tiên vào năm 1792.

## Từ nguyên
Từ định danh của chi, tautogolabrus, được ghép từ tên chi Tautoga (một chi đơn loài ở Bắc Mỹ) và chi Labrus (chi điển hình của họ Cá bàng chài).
Từ định danh của loài, adspersus, theo tiếng Latinh có nghĩa là "lốm đốm/rải rắc", hàm ý đề cập đến các vệt màu vàng nâu như màu đồng thau trên đầu và lưng của chúng.

## Phạm vi phân bố và môi trường sống
T. adspersus có phạm vi phân bố ở Tây Bắc Đại Tây Dương. Loài cá này được tìm thấy dọc theo bờ biển phía đông của tỉnh Newfoundland và Labrador (Canada) cùng toàn bộ vịnh Saint Lawrence, trải dài về phía nam đến bờ biển bang New Jersey (Hoa Kỳ), và đôi khi được quan sát trải dài đến vịnh Chesapeake.
T. adspersus sống xung quanh các mỏm đá ở độ sâu khoảng từ 20 đến 120 m, nhưng loài này có xu hướng sống ở vùng nước nông gần bờ hơn.

## Mô tả
T. adspersus có chiều dài cơ thể tối đa được ghi nhận là 38 cm; trọng lượng tối đa là 1 kg. Tuổi thọ tối đa ở T. adspersus là 67 năm.
Loài cá này có màu nâu thuần nhất đến màu ô liu (xanh lục pha nâu), hoặc màu xanh lam xám.
Số gai ở vây lưng: 16–18; Số tia vây ở vây lưng: 9–11.

## Sinh thái và hành vi

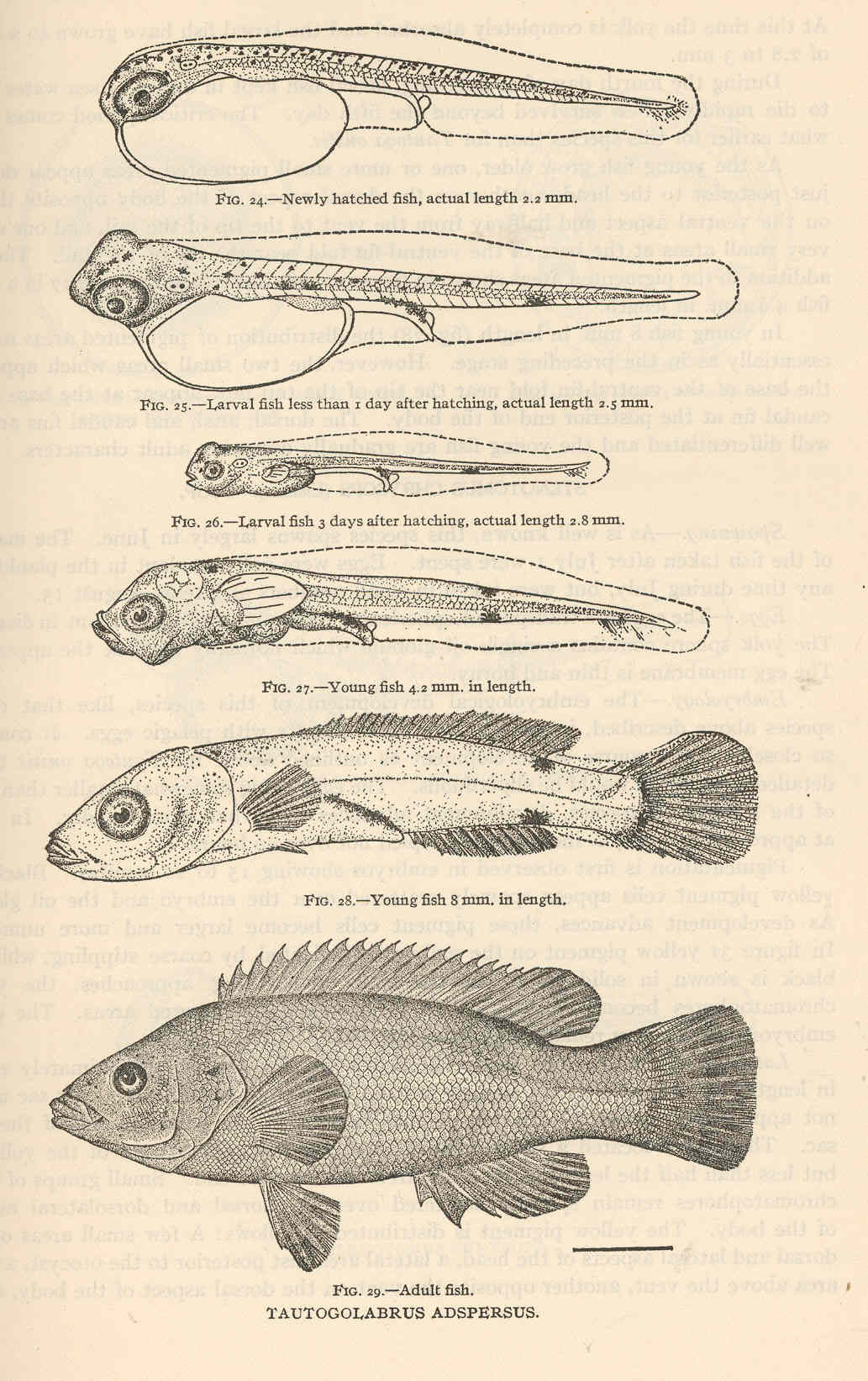
Các giai đoạn phát triển của T. adspersus (từ cá bột đến cá trưởng thành)

T. adspersus sinh sản chủ yếu từ cuối mùa xuân đến đầu mùa hè. Trứng nổi trên mặt nước, trong suốt, đường kính từ 0,75 đến 0,85 mm. Vào mùa đông, T. adspersus trở nên chậm chạp và ẩn mình dưới những tảng đá ở vùng nước nông. Đầu và lưng lốm đốm các vệt màu vàng nâu.
T. adspersus thường bơi theo từng nhóm xung quanh cầu cảng, xác tàu đắm và các bụi rong biển.

## Thương mại
T. adspersus trước đây được xem là một loài hải sản và được đánh bắt nhiều, nhưng bây giờ chủ yếu được đánh bắt trong các hoạt động câu cá giải trí.